# Ponta Nho Martinho
Ponta Nho Martinho är en udde i Kap Verde.   Den ligger i kommunen Brava, i den sydvästra delen av landet, 130 km väster om huvudstaden Praia.
Terrängen inåt land är kuperad. Havet är nära Ponta Nho Martinho åt sydväst. Trakten är glest befolkad. Närmaste större samhälle är Vila Nova Sintra, 7,4 km norr om Ponta Nho Martinho. 